# Phalloniscus langi
Phalloniscus langi là một loài chân đều trong họ Dubioniscidae. Loài này được Van Name miêu tả khoa học năm 1936.